# Ronald Shannon Jackson
Ronald Shannon Jackson (ur. 12 stycznia 1940 w Fort Worth, zm. 19 października 2013 tamże) – amerykański perkusista jazzowy.
Styl gry Jacksona zawdzięcza równie wiele tradycji perkusji jazzowej, co muzyce orkiestr wojskowych.
Jest on jedyną osobą, która nagrywała i występowała z trzema pionierami free jazzu: pianistą Cecilem Taylorem i saksofonistami Ornette Colemanem i Albertem Aylerem.
W 1979 Jackson założył swoją własną grupę The Decoding Society, grającą muzykę opisywaną jako free funk – mieszaninę funkowego rytmu i freejazzowej improwizacji. Wśród nagrań grupy wymienić należy Eye on You, Mandance, Street Priest, Barbeque Dog i When Colors Play. Swoje kariery u boku Jacksona rozpoczynali Vernon Reid (Living Colour) i Melvin Gibbs (Harriet Tubman, Rollins Band). Obydwaj nagrywali i koncertowali z Jacksonem.
Wraz z Sonnym Sharrockiem, Peterem Brötzmannem i Billem Laswellem, Jackson Jackson był członkiem kwartetu Last Exit. W 1987 był współzałożycielem grup Power Tools (z gitarzystą Billem Frisellem i basistą Melvinem Gibbsem) i SXL (z Laswellem, indyjskim skrzypkiem L. Shankarem, senegalskim perkusistą Aiybem Diengiem i koreańską grupą perkusyjną SamulNori); w 1988 wraz z Laswellem i japońskim saksofonistą Akira Sakata występował w trio Mooka. Nagrywał również z Charlesem Tylerem, Jamesem Blood Ulmerem (Jackson był pierwotnym muzykiem The Music Revelation Ensemble Ulmera), Billym Bangiem, Albertem Mangelsdorffem, Robinem Eubanksem, Byardem Lancasterem, Erikiem Personem i Jamesem Carterem.
Jackson jest uważany za jednego z najważniejszych perkusistów free jazzu, ze względu na umiejętność włączenia do gry zespołowej (w nagraniach jego zespołu Decoding Society) polirytmicznych struktur perkusyjnych i wykorzystania ich w jego kompozycjach.

## Dyskografia
Jako leader:
- Eye on You (About Time, 1980)
- Nasty (Moers, 1981)
- Street Priest (Moers, 1981)
- Mandance (Antilles, 1982)
- Barbeque Dog (Antilles, 1983)
- Montreux Jazz Festival (Knit Classics, 1983)
- Pulse (Celluloid, 1984)
- Decode Yourself (Island, 1985)
- Taboo (Venture/Virgin, 1981-83)
- Earned Dream (Knit Classics, 1984)
- Live at Greenwich House (Knit Classics, 1986)
- Live at the Caravan of Dreams (albo Beast in the Spider Bush, Caravan of Dreams, 1986)
- When Colors Play (Caravan of Dreams, 1986)
- Texas (Caravan of Dreams, 1987)
- Red Warrior (Axiom, 1990)
- Raven Roc (DIW, 1992)
- Live in Warsaw (Knit Classics, 1994)
- What Spirit Say (DIW, 1994)
- Shannon's House (Koch, 1996)

(daty dotyczą nagrania, a nie wydania płyty)
z Last Exit
- Köln (ITM, 1986)
- Last Exit (Enemy, 1986)
- The Noise of Trouble (Enemy, 1986) with guests Akira Sakata and Herbie Hancock
- Cassette Recordings 87 (Celluloid, 1987)
- Iron Path (Virgin, 1988)
- Headfirst into the Flames: Live in Europe (Muworks, 1989)

z Mooko:
- Japan Concerts (Celluloid, 1988)

z Music Revelation Ensemble:
- No Wave (Moers, 1980)
- Music Revelation Ensemble (DIW, 1988)

z Power Tools:
- Strange Meeting (Antilles, 1987)

z SXL:
- Live in Japan (Terrapin/Sony Japan, 1987)
- Into the Outlands (Celluloid, 1987)

Jako sideman:
- Albert Ayler: At Slug's Saloon, vols. 1&2 (ESP, 1966)
- Albert Ayler: Holy Ghost: Rare and Unreleased Recordings (Revenant, 1962-70)
- Ornette Coleman: Dancing in Your Head (A&M, 1973, 1975)
- Ornette Coleman: Body Meta (Artists House, 1975)
- Bill Laswell: Baseline (Elektra Musician, 1982)
- Cecil Taylor: The Cecil Taylor Unit (New World, 1978)
- Cecil Taylor: 3 Phasis (New World, 1978)
- Cecil Taylor: One Too Many Salty Swift and Not Goodbye (hat Hut, 1978)
- Charles Tyler: Charles Tyler Ensemble (ESP, 1966)
- James Blood Ulmer: Are You Glad to Be in America? (Rough Trade, 1980)
- James Blood Ulmer: America: Do You Remember the Love? (Blue Note, 1986)
- John Zorn: Spillane (Nonesuch, 1986-87)